# 拓跋深
拓跋深（？—454年9月17日），追尊魏景穆帝拓跋晃幼子，生母不詳，北魏宗室。

## 生平
兴光元年八月甲戌（454年9月17日），拓跋深去世，没有传记。